# V387 Волопаса
V387 Волопаса (лат. V387 Boötis) — двойная затменная переменная звезда типа W Большой Медведицы (EW) в созвездии Волопаса на расстоянии приблизительно 2477 световых лет (около 759 парсеков) от Солнца. Видимая звёздная величина звезды — от +15,82m до +15,36m. Орбитальный период — около 0,2251 суток (5,403 часов).

## Характеристики
Первый компонент — оранжевый карлик спектрального класса K. Радиус — около 0,66 солнечного, светимость — около 0,271 солнечной. Эффективная температура — около 4523 K.
Второй компонент — оранжевый карлик спектрального класса K. Эффективная температура — около 4680 K.